# Flughafen Muan

i7
i11
i13
Der Flughafen Muan (koreanisch 무안국제공항 englisch Muan International Airport, IATA-Code: MWX, ICAO-Code: RKJB) ist ein internationaler Flughafen im Landkreis Muan in der Nähe der Großstadt Mokpo im südlichen Südkorea.
Er wurde als Ersatz für den Flughafen Mokpo gebaut, gegen den es Sicherheitsbedenken gab. Das Wetter dort war häufig sehr neblig und er verfügte nur über eine schmale Start- und Landebahn.
Der Bau des neuen Flughafens dauerte von Dezember 1999 bis November 2007, also fast acht Jahre. Es ist geplant, die internationalen Flüge vom Flughafen Gwangju ebenfalls nach Muan zu verlegen. Derzeit kann man von diesem Flughafen die südkoreanische Insel Jeju erreichen. Als internationale Flugziele werden unter anderem Da Nang in Vietnam, Taipei auf Taiwan, Peking und Shanghai in China und Kitakyushu in Japan angeflogen.

## Zwischenfälle
Am 29. Dezember 2024 verunfallte eine Boeing 737-800 der Jeju Air auf dem Flughafen Muan bei der Landung. Das Fahrwerk der Maschine war nicht ausgefahren. Den Unfall überlebten nur zwei der 181 Insassen.

Der Flughafen wurde in Folge des Unglücks geschlossen und bleibt dies noch bis mindestens zum 10. Oktober 2025 mit Ausnahme von Rettungs- und Trainingsflügen, die seit dem 24. Februar 2025 wieder stattfinden dürfen.